# تكاثر
التكاثر أو إنجاب أو انسال أو ولادة أو توالد هو إحدى العمليات الحيوية التي تؤمن إنتاج متعضيات جديدة تؤمن استمرار النوع الحي. التكاثر إحدى الصفات الأساسية التي تترافق مع الحياة فكل كائن حي يجب أن يتكاثر بطريقة أو أخرى. الطرق المعروفة للتكاثر هي التكاثر الجنسي واللاجنسي.
في التكاثر اللاجنسي: يمكن لمتعضية وحيدة بدون تدخل أي متعضية أخرى أن تقوم بالانقسام لإعطاء متعضيات جديدة. فالبكتريا مثلا تنقسم إلى خليتين ابنتين كمثال عن التكاثر اللاجنسي. ينحصر التكاثر اللاجنسي في الكائنات وحيدة الخلية في حين تحتفظ معظم النباتات بقدرة على التكاثر اللاجنسي.
في التكاثر الجنسي: تتطلب العملية مشاركة متعضيتين واحدة من كل جنس حيث تتميز أفراد الكثير من النباتات ومعظم الحيوانات الراقية إلى ذكور واناث، حيث تنتج الذكور خلايا جرثومية ذكرية هي الحيامن (Sperms) وتنتج الإناث خلايا جرثومية أنثوية هي البيوض (Ova). وفي مثل هذه الحالة تكون هذه الكائنات مميزة عن بعضها بالشكل والمظهر الخارجي والتركيب الداخلي لأعضائها التناسلية.
وعملية التكاثر الجنسي تحدث بإتحاد نواتي النطفة والبويضة بعملية تدعى الإخصاب (Fertilization) وينتج عن ذلك اختلاطاً للمادة الوراثية فيتوارث الأبناء صفات تجمع بين الأبوين.
تكوين النطف (الحيوانات المنوية)
بالإنكليزية (Spermatogenesis) يتكون الحيوان المنوي في الخصية (Testis) التي تتألف من اعداد كبيرة من نبيبات منوية (Seminiferous Tubules) ملتوية. تبطن هذه النبيبات بخلايا جرثومية أولية تنقسم انقسامات غير مباشرة متعددة ومتعاقبة وينتج عنها خلايا جديدة تدعى سليفات النطف (Spermatogonia) وهي تكون ثنائية المجموعة الكروموسومية (2س).
تنقسم سليفات النطف انقسامات اعتيادية ينتج عنها تضاعف في أعدادها، تمر سليفات النطف بمرحلة نمو بعد توقف انقساماتها ويكبر حجمها وتسمى الخلايا النطفية الأولية (primary spermatocytes).
تمر الخلايا النطفية الأولية بمرحلة انقسام اختزالي أول ينتج عنه خليتين متساويتين في الحجم احاديتي المجموعة الكروموسومية (س) وتسمى كل منهما بالخلية النطفية الثانوية (Secondary spermatocyte).
تمر الخليتين النطفيتين الثانويتين بمرحلة انقسام اختزالي الثاني وتنتج عنه أربعة خلايا متساوية في الحجم أحادية المجموعة الكروموسومية (س)، وتدعى هذه الخلايا الأربع بأرومات النطف (Spermatids).
تعاني ارومات النطف تغيرات في شكلها وتركيبها مؤدية إلى تكوين النطفة الناضجة (Mature Sperm).
تكوين البيوض
بالإنكليزية (Oogenesis)، تتكون البيوض في المبيض حيث تمر الخلايا الجرثومية داخل المبيض بعمليات انقسام غير مباشرة ينتج عنها مجاميع من خلايا تدعى سليفات البيوض (Oogonia).
تعاني سليفات البيوض انقسامات اعتيادية متعاقبة لينتج عنها سليفات بيوض إضافية تكون جميعها ثنائية المجموعة الكروموسومية (2س).
يبدأ قسم من هذه الخلايا بالنمو فيكبر حجمها وتدعى عندئذٍ بالخلايا البيضية الأولية أو الابتدائية (Primary Oocytes) والتي تكون ثنائية المجموعة الكروموسومية (2س)، وتكون هذه الخلايا في الكثير من الحيوانات وبشكل خاص الفقريات منها محاطة بخلايا صغيرة الحجم تدعى الخلايا الحوصلية (Follicle Cells).
وتشكل الخلية البيضية الأولية مع الخلايا الحوصلية المحيطة بها ما يعرف بـالحوصلة المبيضية. تمر الخلايا البيضية الأولية بمرحلة الانقسام الاختزالي الأول الذي تنتج عنه خليتان غير متساويتين بالحجم بسبب الانقسام السايتوبلازمي غير المتساوي وتكون كلا الخليتين أحادية المجموعة الكروموسومية (س). تدعى الخلية الكبيرة الحجم بالخلية البيضية الثانوية (Secondary Oocyte) في حين تدعى الخلية صغيرة الحجم بالجسم القطبي الأول.
تمر الخلية البيضية الثانوية بمرحلة الانقسام الاختزالي الثاني الذي تنتج عنه خليتان غير متساويتين في الحجم أيضاً، الكبيرة تدعى ارومة البيضة، والتي تنمو لتكون البيضة الناضجة، أما الخلية الصغيرة فتمثل الجسم القطبي الثاني، وكلاهما أحادي المجموعة الكروموسومية (س)، وقد ينقسم الجسم القطبي الأول فيكون جسمين قطبيين آخرين، اين ان النتيجة النهائية لهذه العملية هي بيضة ناضجة مع ثلاثة اجسام قطبية وتنحل الأجسام القطبية فيما بعد.

## التكاثر عند النباتات الزهرية
هناك زهور ثنائية الجنس أي تحتوي على أسدية ومدقة مثل زهرة الجلبانة وزهرة البرتقال . وهناك زهور أحادية الجنس أي تحتوي إما على مدقة وإما على أسدية مثل زهور النخل وزهور الفلين. عند تشريحنا لزهرة يتبين أنها تتكون من 4 أجزاء أساسية"
- الكأس le calice: ويتكون من عدة سبلات، وله دور وقائي.
- التويج la corolle: ويتكون من عدة ورقات تويجية وعادة ما تكون زاهية الألوان وتجذب الحشرات.
- الأسدية les Etamines: وتشكل عناصر التوالد الذكرية، ويتكون كل سداة من خويط ومئبر يحرر عند نضجه حبوب اللقاح.
- المدقة le pistil: وتشكل عنصر التوالد الأنثوي، وتتكون من ميسم وقلم الميسم ومبيض يحتوي على بييضة واحدة أو عدة بييضات

## دورة النمو عند النباتات الزهرية
بعد الإخصاب يتحول المبيض إلى ثمرة والبيضات إلى بذور

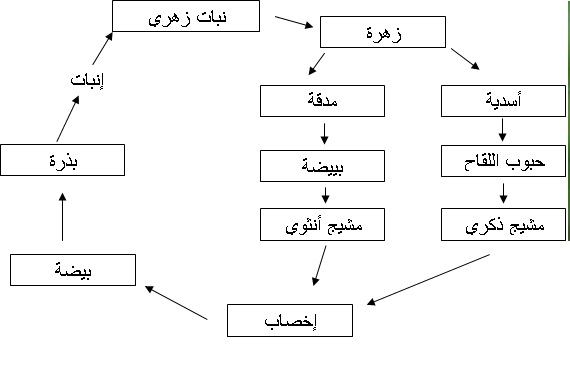
عندما تسقط حبوب اللقاح على ميسم زهرة من نفس النوع فإنها تنبت وتنمو لتعطي أنابيب لقاح تنغرز داخل قلم الميسم إلى أن يصل كل أنبوب إلى بييضة ويحرر مشيجا ذكريا يلتحم بالمشيج الأنثوي للبييضة فتتكون بذلك بيضة: إنه الإخصاب

## اقرأ أيضا
- نمو الأنسجة
- تكاثر خلوي
- تحديد الجنس المعتمد على درجة الحرارة

## وصلات خارجية
- New "Pollinator Garden Wheel" from the National Academies provides information on pollination and tips on building a pollinator-friendly garden.
- Insect Pollination Of Cultivated Crop Plants by S. E. McGregor USDA 1972 (needs updating but still valuable)
- The Pollination Home page